# Dušan Bačić
Dušan Bačić (Beograd, 11. svibnja 1982.) je srpski skladatelj i tekstopisac.

## Karijera
Odrastao je i živi na Voždovcu. Kao dijete, u osnovnoj školi, pokazao je interes za glazbu i tražio od roditelja da ga upišu na satove klavira. S 8 godina je počeo pohađati satove. Bio je jedini dječak u školskom zboru. Također, istodobno se interesira za pisanje, pa piše svoju prvu pjesmu s 9 godina, a od tada svakodnevno piše.
Završio je Dvanaestu beogradsku gimnaziju. Tih godina, počeo se ozbiljnije baviti muzikom, već sklada, bježi sa satova i nastupa po beogradskim klubovima. Prekretnica se dogodila 1999. godine, u jesen, posle bombardiranja. Kao šesnaestogodišnjak, Dušan Bačić, upoznaje Nedu Ukraden i počinje nastupati kao klavijaturist s njom. Ta suradnja traje već 15 godina. Uz Nedu Ukraden je proputovao planet više puta, Amerika, Europa, Australija. Tada je prvi put imao priliku upoznati svijet showbussinessa, naučiti mnoge stvari i da upozna ljude s raznih krajeva planeta. Sve vrijeme sklada i piše i pokušava da nađe izvođača koji bi izveo barem jednu njegovu pjesmu. Sanja da barem jednom čuje svoju pjesmu na radiju. Kao autor, ali i kao izvođač konkurira na mnoge festivale, ali bezuspješno.
2007. godine Neda Ukraden pristaje da uvrsti Dušanove dvije pjesme na album. Pjesme Vrijeme je i Haljina prolaze zapaženo. Poslije toga radi još nekoliko pjesama za druge izvođače, kao i pjesmu Kad sam kod kuće s Nedom Ukraden, te ulazi u finale Hrvatskog radijskog festivala. Od tog trenutka dobiva veće samopouzdanje i u suradnji s producentom Bojanom Dragojevićem. 2009. objavljuje pjesmu Da se nađemo na pola puta, koja veoma brzo postaje veliki hit na cijelom Balkanu. Milijuni pregleda na YouTubeu, zlatni tiraž u Srbiji i Hrvatskoj. Dušan i Bojan nastavljaju suradnju i odmah zatim objavljuju pjesmu Na Balkanu, koja ima ogromnu popularnost širom Balkana, Naše malo slavlje s Ivanom Selakov, Tetovaža s Nedom i Ivanom Zakom, Tarapana sa Severinom, koja postaje jedan od njenih najvećih hitova. Redaju se uspješne suradnje i sa Željkom Bebekom, Antonijom Šolom, Crvenom jabukom, producentom Branimirom Mihaljevićem i tekstopiscem Fayom. S Jasminom Stavrosom snima hit Opala.
U lipnju 2013. izlazi pjesma Slučajno sa Sašom Kovačevićem, koja za tri dana ostvaruje rekordnu gledanost na YouTubeu, od 1 200 000 pregleda.

## Suradnje
- Antonija Šola[2]
  - Nezgodna (2013.)
- Anika[3]
  - Zbogom ljubavi (2013.)
- Grupa Boss[4]
  - U pola dva (2013.)
  - Da ne volim te ja (2014.)
- Bucka[5]
  - Srno malena (2011.)
  - Da napravim se luda (2011.)
- Baruni[6]
  - Ima nešto i u ljubavi (2014.)
- Clea & Kim[7]
  - Poslušaj (2012.)
  - Nije ti dobro (Girls Night) (featuring Neda Ukraden) (2012.)
- Crvena jabuka[8]
  - Hoćeš, nećeš (2013.)
- Darus Despot[9]
  - Grešna i lijepa (2013.)
- Ivan Zak[10]
  - Tetovaža (featuring Neda Ukraden) (2010.)
  - Rulet (2010.)
- Ivana Selakov[11]
  - Naše malo slavlje (2011.)
- Ivana Pavković[12]
  - Nek' pukne bruka (2014.)
- Ines Erbus[13]
  - Moje oči plave (2014.)
- Igor X[14]
  - Dok izbrojiš do dva (2015.)
- Jasmin Stavros[15]
  - Opala (2012.)
  - Ljubomorni ljudi (2013.)
  - Nema natrag (featuring Učiteljice) (2014.)
- Jelena Rozga[16]
  - Tsunami (2014.)
  - Otrov (2015.)
- Josip Joop[17]
  - Samo je Sava znala (2014.)
- Kemal Monteno[18]
  - Pao snijeg po dunjama (featuring Neda Ukraden) (2012.)
- Kristina[19]
  - Odnijela te votka (2012.)
  - Prvi dan života (2013.)
  - Brzo i bezobrazno (2013.)
- Karma[20]
  - Nema problema (featuring Aleksandar Olujić) (2013.)
  - La Noche Es Perfecta (featuring Edward Sanchez) (2013.)
- Kumovi[21]
  - Ja sam uvijek loše birao (2014.)
- Lidija Bačić[22]
  - Naivna sam, ali nisam luda (2013.)
- Martina Vrbos[23]
  - Nisam dobro k'o što izgledam (2014.)
- Milica Todorović[24]
  - Tri čaše (2013.)
- Maja Šuput[25]
  - Loš po mene (2012.)
- Megamix Band[26]
  - Daj natoči (2012.)
- Mira Škorić[27]
  - Medaljon (2012.)
- MC Yankoo[28]
  - Luda noć (featuring Olja Karleuša) (2012.)
- Neda Ukraden[29]
  - Haljina (2006.)
  - Ne, to nisam ja (featuring Reni) (2008.)
  - Kad sam kod kuće (2009.)
  - Da se nađemo na pola puta (2009.)
  - Tetovaža (featuring Ivan Zak) (2010.)
  - Na Balkanu (2011.)
  - Nije ti dobro (Girls Night) (featuring Clea & Kim) (2012.)
  - Pao snijeg po dunjama (featuring Kemal Monteno) (2012.)
  - Slobodni smo kao ptice (featuring Zlatko Pejaković) (2012.)
  - Bilo pa prošlo (2012.)
  - Drugi slučaj (2012.)
  - Koliko tuga košta (2012.)
  - Viljamovka (2013.)
  - Neću prežaliti (2014.)
  - Svaka druga (2014.)
  - Noći u Brazilu (featuring Učiteljice) (2014.)
- Olja Karleuša[30]
  - Luda noć (featuring MC Yankoo) (2012.)
- Reni[31]
  - Još jedna kukavica (featuring Neda Ukraden) (2008.)
- Raoul[32]
  - Pentru ea (2013.)
- Randevu Band[33]
  - Kad te ljubav dotakne (2013.)
- Renato[34]
  - Da te volim (2014.)
- Severina[35]
  - Tarapana (2012.)
  - Generale (featuring Učiteljice) (2014.)
- Saša Kovačević[36]
  - Slučajno (2013.)
  - Noć do podne (2014.)
- Slobodan Đurković[37]
  - Htela bi još jednom (2014.)
- Stevan Anđelković[38]
  - Nije rano da se pije (2013.)
  - Kišno leto (featuring Tanja Savić) (2014.)
- Tijana Milentijević[39]
  - Mlada, lepa, pametna (2014.)
- Tanja Savić[40]
  - Kišno leto (featuring Stevan Anđelković) (2014.)
- Učiteljice[41]
  - Nema natrag (featuring Jasmin Stavros) (2014.)
  - Noći u Brazilu (featuring Neda Ukraden) (2014.)
  - Nisam ja tvoja učiteljica (2014.)
  - Generale (featuring Severina) (2014.)
- Zlatko Pejaković[42]
  - Slobodni smo kao ptice (2012.)
- Željko Bebek[43]
  - Gdje sam bio (2012.)